# Шуруповское сельское поселение
Шуру́повское се́льское поселе́ние — муниципальное образование (сельское поселение) в составе Фроловского района Волгоградской области.
Административный центр — хутор Шуруповский.
Глава Шуруповского сельского поселения — Чистякова Елена Валентиновна.

## География
Поселение расположено на юго-востоке Фроловского района к югу от города Фролово.
Граничит с:
- на севере — с городом Фролово
- на северо-востоке — с Терновским сельским поселением
- на востоке — с Писарёвским сельским поселением
- на юге — с Иловлинским районом
- на юго-западе — с Краснолиповским сельским поселением
- на северо-западе — с Ветютневским сельским поселением

## Население
| 2010  | 2012  | 2013  | 2014  | 2015  | 2016  | 2017  |
| ----- | ----- | ----- | ----- | ----- | ----- | ----- |
| 1158  | ↘1141 | ↘1119 | ↘1092 | ↘1079 | ↘1067 | ↘1062 |
| 2018  | 2019  | 2020  | 2021  |       |       |       |
| ↘1047 | ↘1044 | ↘1014 | ↘990  |       |       |       |

| № | Населённый пункт | Тип населённого пункта        | Население, чел. (год) |
| - | ---------------- | ----------------------------- | --------------------- |
| 1 | Железнодорожный  | посёлок                       | ↘233 (2010)           |
| 2 | Шуруповский      | хутор, административный центр | ↘925 (2010)           |

## Власть
В соответствии с Законом Волгоградской области от 18 ноября 2005 г. N 1120-ОД «Об установлении наименований органов местного самоуправления в Волгоградской области», в Шуруповском сельском поселении установлена следующая система и наименования органов местного самоуправления:
- Совет депутатов Шуруповского сельского поселения (11 октября 2009 года избран второй созыв)
численность (первого созыва) — 10 депутатов[15]
избирательная система — мажоритарная, один многомандатный избирательный округ.
- Глава Шуруповского сельского поселения — Новиков Николай Викторович (избран 11 октября 2009 года)[3]
- Администрация Шуруповского сельского поселения